# Antonio Tavira Almazán
Antonio Tavira y Almazán (Iznatoraf, Jaén, 30 de setembre de 1737 - Salamanca, 8 de gener de 1807) va ser un sacerdot espanyol, que va pertànyer al nombrós grup d'eclesiàstics il·lustrats que es va formar en la segona meitat del segle xviii a Espanya.

## Biografia
Fill d'Andrés Tavira y Águeda Muñoz Almazán, des de nen va ser molt aficionat a la literatura clàssica. Entre 1752 i 1760 es va formar en el Seminari Major de San Fulgencio de Múrcia, lloc des del qual passa a Baeza, en la universitat de la qual rep el grau de batxiller en Arts i Filosofia, i, posteriorment, el de batxiller en Teologia, ingressant com a cavaller en l'Orde de Sant Jaume
Al començament de 1763, es trasllada a Salamanca, ingressant en el Col·legi del Rei (de la orde militar de Sant Jaume), llicenciant-se en la Facultat de Teologia d'aquella universitat, i doctorant-se el 21 de desembre de 1764. A més realitza estudis de grec, àrab, hebreu, sirià i caldeu. En 1768, és nomenat professor de retòrica, exposant una càtedra cursatòria d'Arts.
En 1772 és nomenat capellà d'honor de La seva Majestat, i predicador de la Casa Real de Castella, mantenint una molt bona relació amb el rei Carles III, para la família del qual, predicava cada any en la quaresma.
Va ser triat membre de la Reial Acadèmia Espanyola en 1775, ostentant la butaca "A".
Des de 1788 fins a 1789, va ser Prior del Convent de Santiago d'Uclés, on va emprendre una sèrie d'excavacions en l'anomenada basílica visigoda de les ruïnes de Cabezo de Griego.
Catedràtic de Salamanca, capellà i predicador de Carles III, fou anomenat «el Bossuet i el Fénelon espanyol».
Per butlla papal de l'11 d'abril de 1791 va ser nomenat bisbe de la Diòcesi de Canàries. Ocupant aquesta seu episcopal, visita tots els pobles de les illes, reforma el Seminari Diocesà, del qual en nomena rector Antonio María de Lugo, acusat de jansenista; erigeix la seva biblioteca, i es preocupa extraordinàriament, de la formació del clergat.
El dia 30 d'agost de 1796 és traslladat a l'episcopal de Burgo de Osma, on hi va estar fins a 1798).
A l'octubre de 1798, queda vacant la diòcesi de Salamanca, per la qual és nomenat Tavira, fet que li és comunicat per un amic de la infància, Gaspar Melchor de Jovellanos, encarregant-li la reforma de la Universitat de Salamanca. Però aquesta reforma no es realitza, ja que tan sols tres mesos després, Jovellanos deixa de ser ministre.
En 1806, segons l'acordat pel Consell de Castella, reorganitza les processons de Setmana Santa de Salamanca, reduint-les a dues: la Processó del Sant Enterrament, el Divendres Sant, amb la participació de tots els passos que sortien repartits fins a aquesta data entre dimecres, dijous i divendres sant, i la processó de Pasqua, amb Jesús Ressuscitat. Aquestes dues processons se segueixen celebrant avui.
A més, a Salamanca, li és encomanada la missió d'unificar els hospitals de la ciutat, redactant les Constitucions de l'hospital general de la Santísima Trinidad i els seus agregats de la ciutat de Salamanca, el qual va ser aprovat per Carles IV el 23 de gener de 1807.
A la sala d'investigadors de l'arxiu catedralici de Salamanca, es conserva un retrat a l'oli d'Antonio Tavira Almazán, qui va morir en aquesta ciutat, el 8 de gener de 1807.